# Scandolara (Zero Branco)
Scandoara is een plaats (frazione) in de Italiaanse gemeente Zero Branco.